# L'Amour fou (film, 1996)
Pour les articles homonymes, voir L'Amour fou (homonymie).
Pour plus de détails, voir Fiche technique et Distribution.
L'Amour fou (지독한 사랑, Jidokhan sarang) est un film sud-coréen réalisé par Lee Myeong-se, sorti en 1996.

## Synopsis
Un poète et professeur de littérature marié, Yeong-min, tombe amoureux d'une journaliste.

## Fiche technique
- Titre : L'Amour fou
- Titre original : 지독한 사랑 (Jidokhan sarang)
- Titre anglais : Their Last Love Affair
- Réalisation : Lee Myeong-se
- Scénario : Lee Myeong-se
- Musique : Song Byeong-jun
- Photographie : Jeong Kwang-seok
- Montage : Kim Hyeon
- Production : Lee Choon-yeon et Yoo In-taek
- Société de production : Cine-2000 Film Production
- Pays :  Corée du Sud
- Genre : Drame et romance
- Durée : 106 minutes
- Dates de sortie : 
  -  Corée du Sud : 15 juin 1996

## Distribution
- Kang Soo-youn : Young-hee
- Kim Kap-su : Young-min
- Kim Hak-cheol
- Lee Hwa-yeong
- Jo Ju-mi
- Kim Jong-goo
- Kildo Tae-rang
- Kim Hyo-gi
- Kim Se-jin
- Yu Byeong-seok

## Distinctions
Le film a été nommé pour treize Grand Bell Awards.